# Серебринці
Серебри́нці — село в Україні, у Вендичанській селищній громаді Могилів-Подільського району Вінницької області. Станом на 2018 рік населення становить 874 особи.

## Історія
У 1883 році у селі мешкало 1242 особи, 263 садиби, парафіяльну церкву святого Миколая, 1745 року побудови, цукрову фабрику з 200 працівниками. Фабрика мала привілей на виробництво сурогату кави з кукурудзи, виноградного цукру та патоки.
7 (20) листопада 1917 року, відповідно до Третього Універсалу Української Центральної Ради, увійшло до складу Української Народної Республіки.
12 червня 2020 року, відповідно до Розпорядження Кабінету Міністрів України від № 707-р «Про визначення адміністративних центрів та затвердження територій територіальних громад Вінницької області», увійшло до складу Вендичанської селищної громади.
19 липня 2020 року, в результаті адміністративно-територіальної реформи та ліквідації Могилів-Подільського району (1923 — 2020), село увійшло до складу новоутвореного Могилів-Подільського району.

## Палац доби класицизму

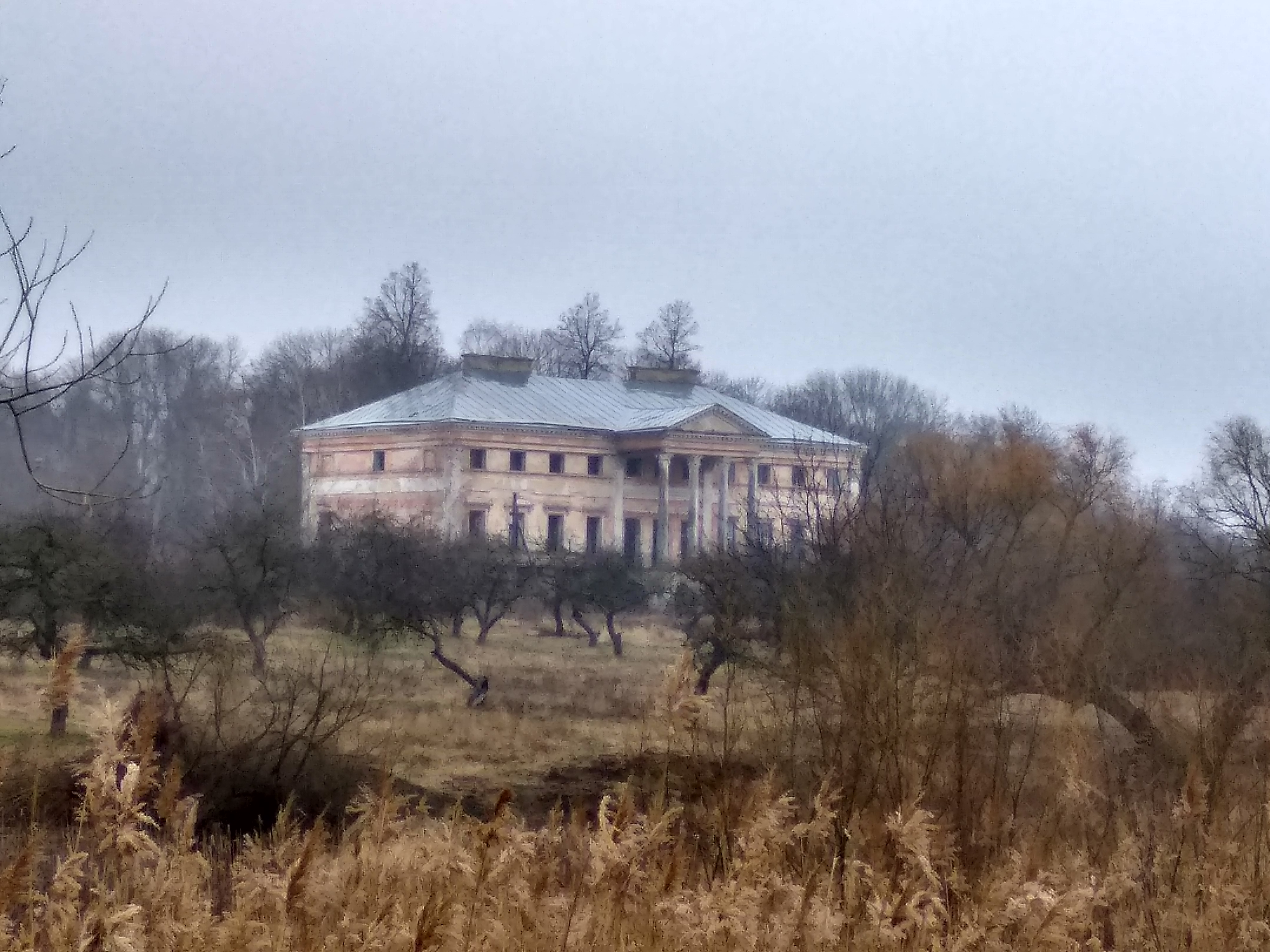
Палац в Серебринцях

Палац Чацького (Серебринці) — пам'ятка національного значення кінця XVIII століття у стилі зрілого класицизму. Побудовано власником села, Міхалом Чацьким, підчашим коронним, у 1770—1780 роках Після повстання Костюшка палац було секвестровано та віддано графу Петрові Рум'янцеву-Задунайському. Однак у 1796 році маєток повернули Чацькому. Пізніше в маєтку мешкав учасник оборони Севастополя під час Кримської війни генерал-лейтенант І. Г. Бережников.
Двоповерховий, прямокутний в плані. Головний і парковий фасади прикрашено колонним портиком, кути споруди — пілястрами. Вікна прямокутні, на першому поверсі більші. Розфарбовка фасадів на 2 кольори. Розпланування — анфілада. Палац споруджували у 1770—1780 роках, на досить високому цоколі та побудований з цегли, а колони, капітелі, плити балкона витесані з пісковику. Розташований на схилі, фасад має цокольний поверх. Прикрасою над ним є балкон на стовпах впродовж усього одинадцятивіконного фронтону.
Частково зберігся ліпний декор інтер'єрів, деяка частина якого виконана з полірованого алебастру.

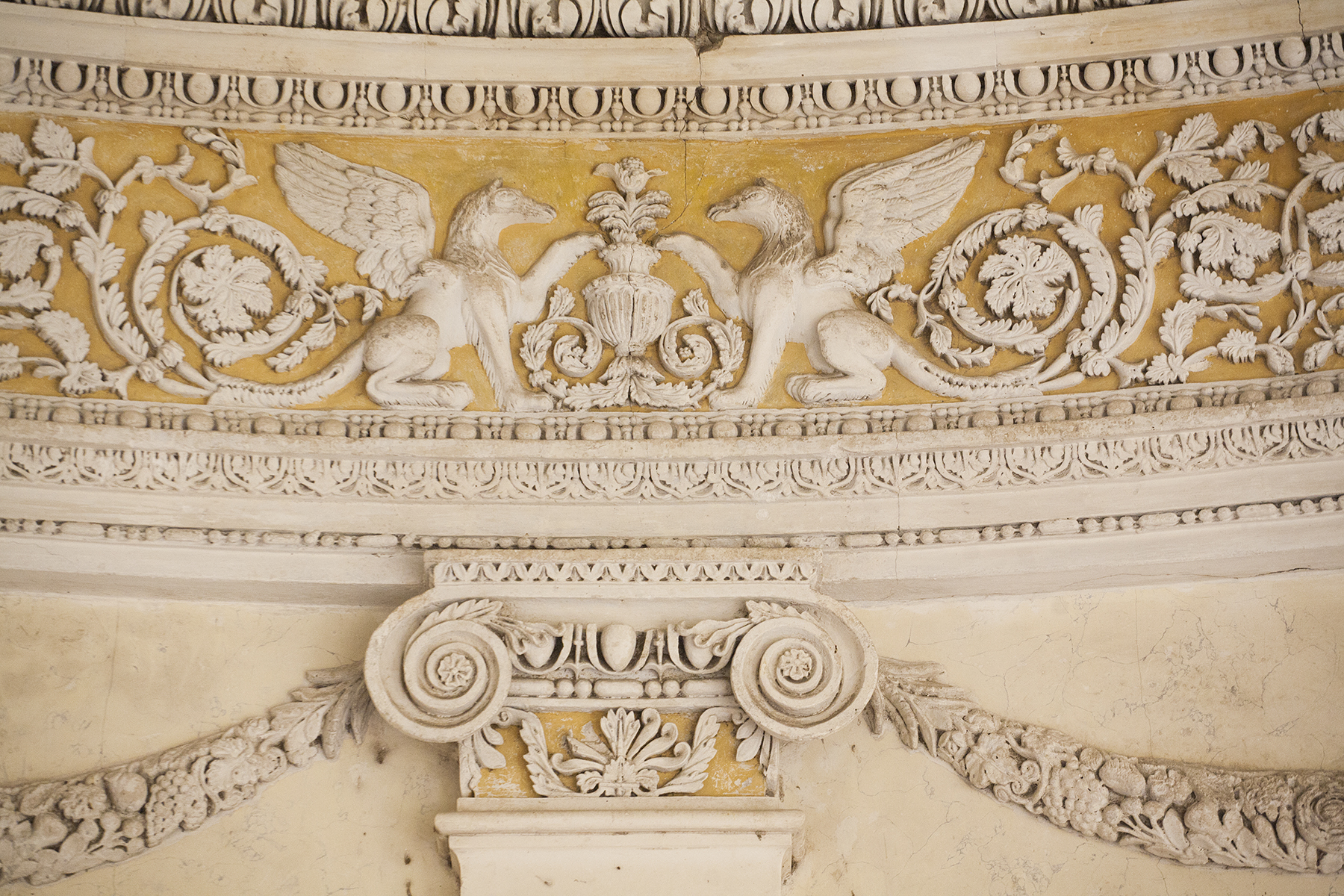
Палац в Серебринцях, деталі

Поруч із палацом знаходився ландшафтний парк, створений після 1831 року садівником Діонізієм Міклером, творцем парків та садів на Волині та Поділлі.
Палац покинуто, стоїть пусткою, поступово руйнується.
Постановою Ради міністрів УРСР № 442 від 6 вересня 1979 р. «Про доповнення списку пам’яток містобудування і архітектури УРСР, що перебувають під охороною держави» палац кінця XVIII століття внесений до реєстру пам'яток архітектури національного значення Могилів-Подільського району Вінницької області під охоронним № 971.

## Відомі люди

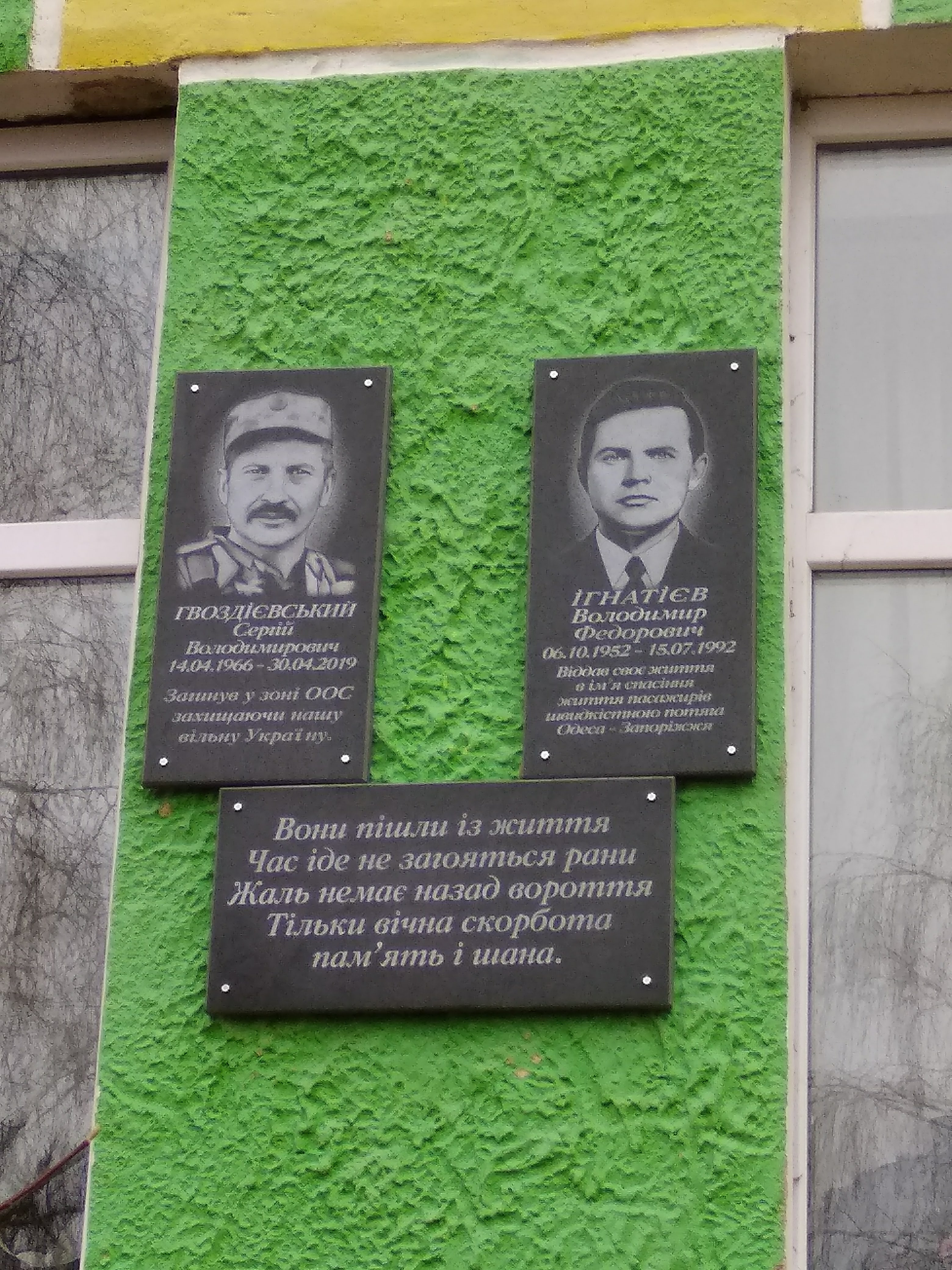
Меморіальна дошка

### Народилися
- Гвоздієвський Сергій Володимирович (1966—2019) — солдат Збройних сил України, учасник російсько-української війни.
- Ігнатьєв Володимир Федорович (1952—1992) — майор Національної гвардії України.
- Карабіневич Панас Сильвестрович — український актор, режисер, театральний діяч.
- Карабіневич Микола Сильвестрович —  — архієпископ Української автокефальної православної церкви.

## Транспорт
Село знаходиться за 5 км від залізничної зупинки Ізраїлівка на неелектрифікованій залізниці напрямку Жмеринка-Могилів-Подільський. Там зупиняються приміські дизельні поїзди сполученням Жмеринка — Могилів-Подільський.
Сусідні станції — Сулятицька, Вендичани.
Сусідні вузлові станції — Жмеринка.
На ст. Жмеринка можна пересісти на приміські електропоїзди до
- Козятина (Гнівань, Вінниця, Калинівка), Києва
- Підволочиська (Сербинівці, Дубки, Радівці, Комарівці, Деражня, Богданівці, Хмельницький, Гречани, Волочиськ)
- Вапнярки (Ярошенка)

Електропоїзди на шляху прямування від Жмеринки до Ізраїлівка проходять такі станції: Матейкове, Бар, Митки, Копай, Котюжани, Немерче, Вендичани. На шляху від Ізраїлівки до Могилів-Подільського: Сулятицька.
Також можна здійснювати посадку в Могилів-Подільському на регіональний поїзд сполученням Київ-Могилів-Подільський.
Автобусне сполучення із Могилів-Подільським було відмінене у 2018 році й досі не відновлене, хоча жителі не одноразово просили сільську та міську ради поновити цей рейс, бо автобус проходив ще через 5 сіл, які також залишилися без регулярного сполучення із районним центром.